# Thompson, Pennsylvania
Thompson är en kommun (borough) i Susquehanna County i delstaten Pennsylvania, USA.